# 宮谷神明宮
宮谷神明宮（みやたにしんめいぐう）は、岐阜県下呂市萩原町に鎮座する神社（神明神社）。

## 概要
創建時期は不詳。天文5年（1536年）に益田川の洪水で流出した白山宮と八幡宮を合祀し、三社宮に改称する。後に宮谷神明神社に改称する。
1908年（明治41年）11月28日、境内社（稲荷神社、金比羅神社、山神社、愛宕神社）と川西村の村内の神社（津島神社、諏訪神社、嶋姫神社、山神神社、塞神神社）を合祀する。
1940年（昭和15年）に川西総社に改称し、1952年（昭和27年）に宮谷神明宮に改称する。
本殿、幣殿は1940年（昭和15年）に新築した建物である。1978年（昭和53年）に全ての建物を神明造に改築している。
旧社格は郷社。1952年（昭和27年）7月1日に岐阜県神社庁より県神社庁長参向指定神社（金幣社）の指定を受ける。

## 祭神
- 天照皇大御神
- 白山大神
- 八幡大神
- 諏訪大神
- 日枝大神
- 津島大神
- 島姫大神

## 摂末社
- 稲荷神社
- 山神神社
- 南宮神社
- 金比羅神社
- 愛宕神社
- 塞神神社

## 境内社
- 川西彰魂社

1956年（昭和31年）創建。川西総社（現・宮谷神明宮）の川西彰徳社（1940年創建。高山県知事梅村速水等を祀る。）、西上田神社の地神宮（大原騒動農民側指導者の広瀬屋清七郎等を祀る。）、川西村と山之口村の英霊などを合祀した招魂社。

## 天然記念物
宮谷神明神社の夫婦スギ
- 宮谷神明宮境内参道の両側にあるスギ。神社に向かって右側のスギが雄スギ、左側のスギが雌スギと呼ばれる。樹齢は600年以上推定される。1957年（昭和32年）12月19日に岐阜県の天然記念物に指定されている[4]。